# Paduko (langue)
Pour les articles homonymes, voir Paduko.
Le paduko (ou gwadi parekwa, kudala, padogo, padokwa, parekwa, parkwa, pawdawkwa, podogo, podoko, podokwo) est une langue tchadique biu-mandara parlée au Cameroun par la population podoko, dans la région de l'Extrême-Nord, le département du Mayo-Sava, l'arrondissement de Mora, à l'ouest et au sud-ouest de la ville de Mora.
En 1993, on comptait environ 30 000 locuteurs.

## Écriture
| a | b  | ɓ  | c | d  | ɗ   | e | ə | f | g  | h | hw | i | ɨ | j | k | kw | l  | m |
| n | nd | nj | ŋ | ŋg | ŋgw | p | r | s | sl | t | ts | u | v | w | y | z  | zl |   |